# Chorvatská abeceda
Chorvatská abeceda je založena na práci „Kratka osnova horvatsko slavenskoga pravopisanja“ Ljudevita Gaje z roku 1830. Protože byla její tvorba ovlivněná i češtinou, je její výslovnost podobná jako v češtině. Výjimkou jsou některé znaky pro typické západní jihoslovanské hlásky (ć, đ), které byly vypůjčeny z jiných abeced tehdejších evropských jazyků. Je také známá pod názvem Gajica podle svého autora.

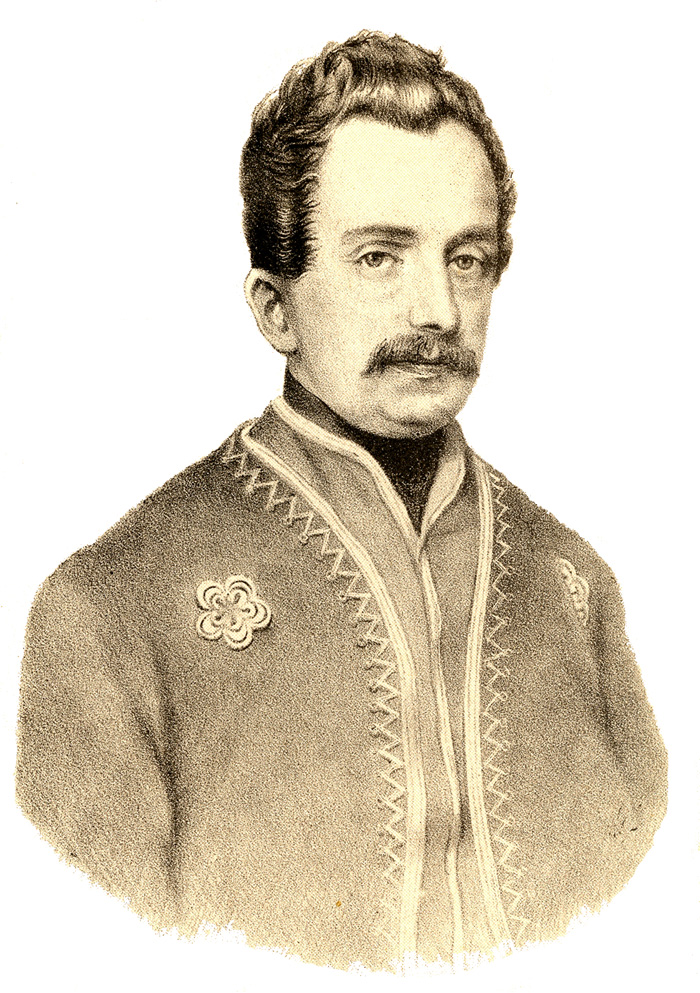
Ljudevit Gaj rok před svou smrtí

Chorvatština používá písmen latinky a přidané znaky: ž š č ć đ (+ spřežku dž)
- ć měkké vyšší „č“ (výslovností zhruba někde mezi č a ť)

- č tvrdé nižší „č“ (výslovností trochu tvrdší než české č)

- đ se čte jako měkčí „dž“ (výslovností mezi dž a ď)

- dž se čte jako tvrdé „dž“

- h se čte jako „ch“ (chorvatština nezná české „h“)

- i měkké I je psáno všude v textu, chorvatština nemá tvrdé Y. Chorvatské I se vyslovuje stejně jako v češtině, avšak nikdy nezměkčuje. - di, ti, ni - se čte jako dy, ty, ny. Pro změkčování používá chorvatština měkké souhlásky dj, ć a nj.

- nj se čte jako „ň“

- lj se čte přibližně jako české „ľ“ (přesněji jako slovenské „ľ“).

(a)
(be)
(ce)
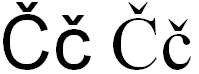
(če)
(će)
(de)
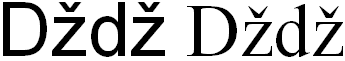
(dže)
(đe)
(e)
(ef)
(ge)
(ha)
(i)
(je)
(ka)
(el)
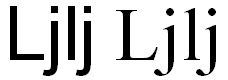
(elj)
(em)
(en)
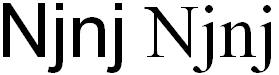
(enj)
(o)
(pe)
(er)
(es)
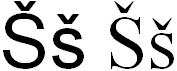
(eš)
(te)
(u)
(ve)
(ze)
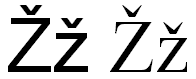
(že)